# ایشتوان هرتسگ
ایشتوان هِرتسِگ (به مجاری: Herczeg István) ژیمناست زادهٔ ۷ دسامبر ۱۸۸۷ میلادی اهل کشور مجارستان است.